# Shafter
Shafter is een plaats (city) in de Amerikaanse staat Californië, en valt bestuurlijk gezien onder Kern County.

## Demografie
Bij de volkstelling in 2000 werd het aantal inwoners vastgesteld op 12.736.
In 2006 is het aantal inwoners door het United States Census Bureau geschat op 14.887, een stijging van 2151 (16,9%).

## Geografie
Volgens het United States Census Bureau beslaat de plaats een oppervlakte van
46,6 km², geheel bestaande uit land.

## Plaatsen in de nabije omgeving
De onderstaande figuur toont nabijgelegen plaatsen in een straal van 24 km rond Shafter.